# ستاره (فیلم ۲۰۰۱)
«ستاره» (انگلیسی: Star (2001 film)) یک فیلم است که در سال ۲۰۰۱ منتشر شد.